# Rostand Paraíso
Rostand Carneiro Leão Paraíso (Recife, 26 de fevereiro de 1930 - Recife, 10 de julho de 2019), foi um médico, memorialista, cronista brasileiro.

## Formação
- Médico cardiologista formado pela Faculdade de Medicina da antiga Universidade do Recife em 1953[2].
- Especialista em Clínica Médica e Cardiologia no New York Hospital e no Bellevue Hospital, em Nova Iorque, e no Charity Hospital, da Tulane University, em Nova Orleans[3].

## Profissão
- Assistencial, em Clínica Médica e Cardiologia;
- Docência em Clínica Médica na Faculdade de Medicina da Universidade Federal de Pernambuco e na Faculdade de Ciências Médicas da UFPE.
- Manteve consultório de cardiologista até pouco antes de sua morte, ocorrida por problema cardiovascular agudo.

### Entidades científicas
- Sociedade Pernambucana de Cardiologia
  - Presidente
- Instituto de Cardiologia do Recife

## Atividade literária

### Entidades literárias e culturais
- Sociedade Brasileira de Médicos Escritores (Regional Pernambuco) - Sócio titular[nota 1];
- Academia Pernambucana de Letras - Cadeira 14, eleito em 17 de janeiro de 2000.[nota 2]
- Academia Recifense de Letras
- Academia Pernambucana de Medicina

### Livros publicados
Os livros que escreveu retratam a história do Recife através da memória que ele reteve dos anos 1940 e 1950.
- Antes que o tempo apague. Comunicarte, 1993 e 1996;
- Tantas histórias a contar.... Comunicarte, 1994;
- O Recife e a II Guerra Mundial. Comunicarte, 1995 e Bagaço, 2003;
- Esses ingleses.... Bagaço, 1997 e 2003;
- Cadê Mário Melo...'. Comunigraf, 1997;
- A indefinível cor do tempo. Bagaço, 1998 e 2005;
- A Esquina do Lafayette e outros tempos do Recife. CEPE, 2001;
- A velha Rua Nova e outras histórias. Bagaço, 2002;
- Charme e magia dos antigos hotéis e pensões recifenses. Bagaço, 2003;
- A velha senhora. Bagaço, 2004;
- Livros, livreiros, livrarias. Bagaço, 2006;
- Fuxicos Literários: a Boêmia dos Cafés. Bagaço 2007
- A magia dos quadrinhos. Bagaço, 2008.
- O vendedor de livros. Bagaço, 2010.
- Toque de recolher. Bagaço, 2015[4]

| “ | "Todos os meus livros têm como tônica o passado, principalmente aquele relacionado com a minha adolescência e juventude, passadas num Recife então bonito, tranquilo, pitoresco e, sobretudo, poético." | ” |